# Classe Tachikaze
La classe Tachikaze est une classe de destroyers lance-missiles de la Force maritime d'autodéfense japonaise construite durant les années 1970-1980 et désormais hors service.

## Service
En 1998, le JDS Tachikaze a été reconverti pour devenir le navire amiral de la JMSDF. Il a été mis hors service dès 2007.

## Conception
La classe Tachikaze a été équipée du système Tartar-D pour le type de missile anti-aérien RIM-66 Standard.

Elle est aussi dotée du système de traitement automatisé de données Naval Tactical Data System (NTDS).

## Les bâtiments
| N° coque | Nom           | Lancement    | Service effectif | Chantier                             | Port d'attache                        | Photo |
| -------- | ------------- | ------------ | ---------------- | ------------------------------------ | ------------------------------------- | ----- |
| DDG-168  | JDS Tachikaze | 26 mars 1976 | 17 janvier 2007  | Mitsubishi Heavy Industries Nagasaki | Sasebo(1976-95)-Yokosuka(1995-2007)   |       |
| DDG-169  | JDS Asakaze   | 27 mars 1979 | 12 mars 2008     | Mitsubishi Heavy Industries Nagasaki | Yokosuka(1979-95)-Sasebo(1995-2008)   |       |
| DDG-170  | JDS Sawakaze  | 30 mars 1983 | 20 juin 2010     | Mitsubishi Heavy Industries Nagasaki | Sasebo(1983-2007)-Yokosuka(2007-2010) |       |